# 長島功樹
長島 功樹（ながしま こうき、2001年4月26日 - ）は、宮崎県出身の社会人野球選手。
倉敷ピーチジャックス所属。右投両打、身長180cm、体重80kg。

## 経歴
和歌山慶風高等学校、神戸医療未来大学を経て、倉敷ピーチジャックス所属。倉敷ピーチジャックスでは投手も務める。

### 全国大会経歴
- 2015年リトルシニア全国選抜野球大会（３回戦）
- 2015年リトルシニア日本選手権大会（１回戦）
- 2015年ジャイアンツカップ（ベスト４）
- 2023年全日本大学軟式野球選手権大会（ベスト４）[3]